# Лави, Талья
Талья Лави (родилась 27 апреля 1978 года) — израильский кино- и телережиссер и сценарист. Создатель фильма «Мотивации ноль».

## Биография
Талья Лави родилась в израильском городе Петах-Тиква в 1978 году. Несколько лет жила в киббуце, в 1991 году переехала в Тель-Авив. Её отец служил сверхсрочником в Армии Обороны Израиля, а после демобилизации работает бухгалтером, мать — учительница, также есть старшая сестра. Талья училась во Всеизральской гимназии Искусства по специальности рисование, со специализацией в комиксе. При мобилизации в армию была назначена секретаршей генерал-лейтенанта, а через некоторое время переведена на военную базу в пустыне Негев, на должность ответственной за почту. Воспоминания об этих годах впоследствии послужили толчком к созданию фильма «Мотивации ноль».
Начала учиться на кафедре мультипликации в Академии Искусства Бецалель. Через некоторое время перешла в Институт Кинематографии имени Сэма Шпигеля, который закончила в 2005 году, с отличием и специальными наградами, получив множество стипендий и призов, среди них приз мэра Иерусалима лучшему выпускнику и три стипендии за отличие Фонда Шарет (Америка — Израиль). Работала в телекомпании Тельад, передававшей 3 дня в неделю на 2 канале Израильского телевидения до массовых увольнений 2005 года в связи с потерей лицензии на вещание. В том же году участвовала в Студии талантов Берлинского кинофестиваля.
Преподаёт написание сценариев в Киноинституте Сэма Шпигеля, преподавала это также в Школе Телевидения, Кино и Искусств «Маале» в Иерусалиме. Получила ряд призов на международных кинофестивалях, важнейший из них — приз имени Норы Эфрон за оригинальный режиссёрский голос на фестивале Трайбека, Нью-Йорк 2014 (до этого приз был вручён только один раз). Жюри во главе с Робертом де Ниро отмечало, что «…юмор, сила и интеллект — это качества, которые можно найти у создательницы. Мы верим, что это первый всплеск нового сильного таланта».
В 2014 году приняла участие в Международной Иерусалимской Кинотеплице со сценарием «Моя теперешняя любовь» по мотивам творчества Шолом-Алейхема и получила приз лучшему режиссёру и приз за лучший киносценарий за фильм «Мотивации ноль» в церемонии «Офир», высшую кинопремию Израиля.
Лави почти ничего не говорит о своей жизни в интервью, но сказала однажды, что интенсивная работа над фильмом «Мотивации ноль» разрушила её личные отношения. Кроме того, в интервью российским средствам массовой информации сказала, что предпочитает читать Толстого, Достоевского и Гоголя.

## Фильмография

### Скользящая Флора
Просмотр фильма на английском на сайте Киноинститута Сэма Шпигеля.
В 2003 году Лави написала сценарий и поставила (в качестве «проекта середины обучения» в Киноинституте Сэма Шпигеля) короткометражный художественный фильм «Скользящая Флора» (ивр. "שיבולת בקפה"‎, «Шибболет в кафе»). Флора (Шири Ашкенази) — это плохая официантка и вечная лгунья, постоянно крутящаяся между сердитыми клиентами, начальником, требующим акробатических способностей, поваром с душой поэта и детской горкой странной формы, выходящей изо рта чудовища. Фильм был сделан по воспоминаниям о временной работе автора и основан на мультфильме «Официантка», который она создала в прошлом.
Участвовал в десятках международных кинофестивалей, в том числе в рамках программы «Иерусалим в Праге» Чешского кинофестиваля, в Берлинском кинофестивале, в фестивале Клермон-Ферран во Франции, и показан в Нью-Йоркском музее современного искусства (2004). В том же году получил поощрительный приз Хайфского кинофестиваля, приз за лучший фильм на Фестивале Короткометражных Фильмов в Майами, первый приз на Мельбурнском кинофестивале, приз Жюри на Тайваньском кинофестивале, а также поощрительный приз и номинацию на лучший фильм на Кинофестивале в Карловых Варах.

### Сменщица
Просмотр фильма на английском на сайте Киноинститута Сэма Шпигеля.
В качестве финального проекта в Киноинституте Сэма Шпигеля Лави написала и поставила в 2005 году короткометражный художественный фильм «Сменщица» («Замена», ивр. "חיילת בודדה"‎, «Одинокая солдатка»). Зоара (Дана Ивги) страдает секретаршей в далеком военном лагере. Сегодня она должна, наконец, перейти на другое место. Но её надежды улетучиваются как дым, когда её сменщица оказывается солдаткой с суицидными наклонностями, и Зоара вынуждена под приказом не отходить от неё ни на шаг. Этот фильм был снят по военному опыту автора. В дальнейшем развился в полнометражный фильм «Мотивации ноль», с той же артисткой в главной роли.
Фильм участвовал в Конкурсе имени Волгина на Иерусалимском кинофестивале и в более сорока фестивалей во всем мире. Получил 11 призов, среди них лучший студенческий фильм на Киевском кинофестивале «Молодость», в 2006 году, любимый фильм зрителей за короткометражный фильм на Берлинском кинофестивале, приз Открытие года в кинопромышленности на фестивале короткометражных фильмов в Палм-Спрингс, первый приз Мюнхенского международного фестиваля короткометражных фильмов, поощрительный приз на Кинофестивале в Карловых Варах, и получил номинацию на приз Завтрашний ягуар в Кинофестивале Золотая Роза в Швейцарии.

### Мотивации ноль
Фильм «Мотивации ноль» (ивр. "אפס ביחסי אנוש"‎, «Ноль в межличностных отношениях») рассказывает о жизни секретарш в военном лагере. Дафна (Нелли Тагар) пишет письма всему военному начальству, вплоть до главнокомандующего, с просьбами перейти служить в городе. Её лучшая подруга Зоар (Дана Ивги) должна побить рекорд в компьютерной игре «Сапёр» и избавиться от девственности, последней в лагере. Лави написала сценарий по мотивам фильма «Сменщица» в 2007—2009 годах, в течение трёх лет собирала деньги на экранизацию, после этого фильм был снят и вышел на экраны в 2014 году.
Фильм получил приз за лучшую картину на Нью-Йоркском Кинофестивале Трайбека, а Талья Лави — приз за оригинальный режиссёрский голос имени Норы Эфрон. Фильм был продан в международный прокат ещё до выхода на экраны в Израиле, и получил позитивные отзывы израильских кинокритиков, в частности, его сравнивали с лентой «Высота Хальфон не отвечает», считающейся классикой израильского комедийного кино. Сценарий получил денежный приз на съёмки фильма в Лаборатории сценаристов института Сандэнс ещё до начала съёмок. В 2014 году фильм номинировался на премию «Офир» в 12 категориях и в 6 категориях победил, из них две первых премии получила Талья Лави: лучшему режиссёру и за лучший сценарий. Фильм получил Гран-при на Одесском кинофестивале «Золотой Дюк» в 2014 году.
В израильском прокате фильм посетили полмиллиона зрителей, что сделало его самым кассовым фильмом года в Израиле; у занимающего второе место голливудского фильма зрителей было вдвое меньше.

### Другие работы
- В 2000 году в рамках учёбы в Академии Искусств «Бецалель» создала в качестве режиссёра, сценариста, продюсера и редактора короткометражный мультфильм «Официантка» (Просмотр фильма на английском)
- В 2004 году играла саму себя в чешском телесериале «Пасквиль».
- В 2009 году создала документальный фильм «Жена человека из Касита» о Лее Иш Касит, одном из столпов Тель-Авивской богемы. Фильм был снят по заказу Израильского кинофестиваля «Документальная Весна».[8]
- В 2009 году создала комикс с продолжением «Неисчезающая улыбка».[9]
- В 2014 году работает над новым фильмом «Моя теперешняя любовь» по мотивам «Моего первого романа» Шолом-Алейхема. Действие перенесено в современный Нью-Йорк. Сценарий уже написан ею[10].
- Кроме того, написала сценарии для большого количества израильских телесериалов.